# بيتر فانسيلي
بيتر فانسيلي (بالإنجليزية: Peter Facinelli)‏ هو ممثل أمريكي مواليد 26 نوفمبر 1973 في كوينز، نيويورك،الولايات المتحدة الأمريكية.

## روابط خارجية
- بيتر فانسيلي على موقع IMDb (الإنجليزية)
- بيتر فانسيلي على موقع ميتاكريتيك (الإنجليزية)
- بيتر فانسيلي على موقع روتن توميتوز (الإنجليزية)
- بيتر فانسيلي على موقع قاعدة بيانات الأفلام العربية
- بيتر فانسيلي على موقع ألو سيني (الفرنسية)
- بيتر فانسيلي على موقع تيرنر كلاسيك موفيز (الإنجليزية)
- بيتر فانسيلي على موقع أول موفي (الإنجليزية)
- بيتر فانسيلي على موقع قاعدة بيانات الأفلام السويدية (السويدية)
- بيتر فانسيلي على موقع إن إن دي بي (الإنجليزية)
- بيتر فانسيلي على موقع قاعدة بيانات الفيلم (الإنجليزية)